# ऩ
Cette page contient des caractères spéciaux ou non latins. S’ils s’affichent mal (▯, ?, etc.), consultez la page d’aide Unicode.
ऩ, appelé ṉa et transcrit ṉ, est une consonne de l’alphasyllabaire devanagari. Elle est formée d’un na ‹ न › et d’un point souscrit.

## Utilisation
Le ṉa ‹ ऩ › est utilisé pour transcrire la consonne nasale alvéolaire voisée [n], par exemple de certaines langues dravidiennes, par opposition au na ‹ न › transcrivant une consonne nasale dentale voisée [n̪].
En magar, le na noukta est utilisé pour transcrire une consonne nasale alvéolaire voisée murmurée /nʱ/.

## Représentations informatiques
- précomposé

| formes | représentations | chaînes de caractères | points de code | descriptions                                      |
| ------ | --------------- | --------------------- | -------------- | ------------------------------------------------- |
| pleine | ऩ               | ऩ                     | U+0929         | lettre devanagari nnna                            |
| morte  | ऩ्               | ऩ◌्                    | U+0929 U+094D  | lettre devanagari nnna, symbole devanagari virama |

- décomposé

| formes | représentations | chaînes de caractères | points de code       | descriptions                                                               |
| ------ | --------------- | --------------------- | -------------------- | -------------------------------------------------------------------------- |
| pleine | ऩ               | ऩ                     | U+0928 U+093C        | lettre devanagari na, symbole devanagari noukta                            |
| morte  | ऩ्               | ऩ◌्                    | U+0928 U+093C U+094D | lettre devanagari na, symbole devanagari noukta, symbole devanagari virama |